# Wapei jezici
Wapei jezik skupina od (12) papuanskih jezika koji čine dio šire skupine wapei-palei koji se govore na Papui Novoj Gvineji. Najznačajniji među njima po broju govornika je olo ili orlei.
Predstavnici su: au [avt] 8.000 (2000 popis); dia [dia] 1.840 (2003 SIL); elkei [elk] 1.640 (2000 popis); gnau [gnu] 1.330 (2000 popis); ningil [niz] 950 (2000 census); olo ili orlei [ong] 13.700 (2003 SIL); sinagen [siu] 330 (2003 SIL); valman [van] 1.740 (2003 SIL); yapunda [yev] 60 (2000 S. Wurm); yau [yyu] 140 (2003 SIL); yil [yll] 2.470 (2000 popis); yis [yis] 320 (2003 SIL)

## Vanjske poveznice
- Ethnologue (14th)
- Ethnologue (15th)